# Saison 2021 de l'équipe cycliste féminine Movistar
La saison 2021 de l'équipe féminine Movistar est la quatrième de la formation. Elle enregistre trois recrues importantes avec : Annemiek van Vleuten, Emma Norsgaard Jørgensen et Leah Thomas.
Annemiek van Vleuten remporte la semi-classique À travers les Flandres avant 
de gagner en solitaire le Tour des Flandres. Sur les ardennaises, elle est troisième de l'Amstel Gold Race, quatrième de la Flèche wallonne et deuxième de Liège-Bastogne-Liège. Elle poursuite sa saison en Espagne, où elle gagne la Semaine cycliste valencienne et l'Emakumeen Nafarroako Klasikoa, elle est aussi deuxième du Gran Premio Ciudad de Eibar, de la Durango-Durango Emakumeen Saria et du Tour de Burgos. Elle ne participe pas au Tour d'Italie pour se concentrer sur les Jeux olympiques. Elle est deuxième de la course en ligne puis remporte le titre en contre-la-montre. Elle enchaîne en remportant la Classique de Saint-Sébastien, le Tour de Norvège et le Ceratizit Challenge by La Vuelta. Elle est finalement troisième du championnat du monde du contre-la-montre. Emma Norsgaard Jørgensen s'affirme comme une des meilleures sprinteuses du peloton. Elle est deuxième du Circuit Het Nieuwsblad, puis troisième de l'Healthy Ageing Tour, deuxième des Trois Jours de La Panne. Elle gagne ensuite deux étapes et le classement général du Festival Elsy Jacobs, une étape du Tour de Thuringe et du Tour d'Italie. Elle est également championne du contre-la-montre du Danemark. Leah Thomas gagne le Tour cycliste féminin international de l'Ardèche. Katrine Aalerud est championne de Norvège du contre-la-montre. Annemiek van Vleuten est numéro un mondial et remporte également l'UCI World Tour. Movistar est troisième des deux classements par équipes.

### Partenaires et matériel de l'équipe

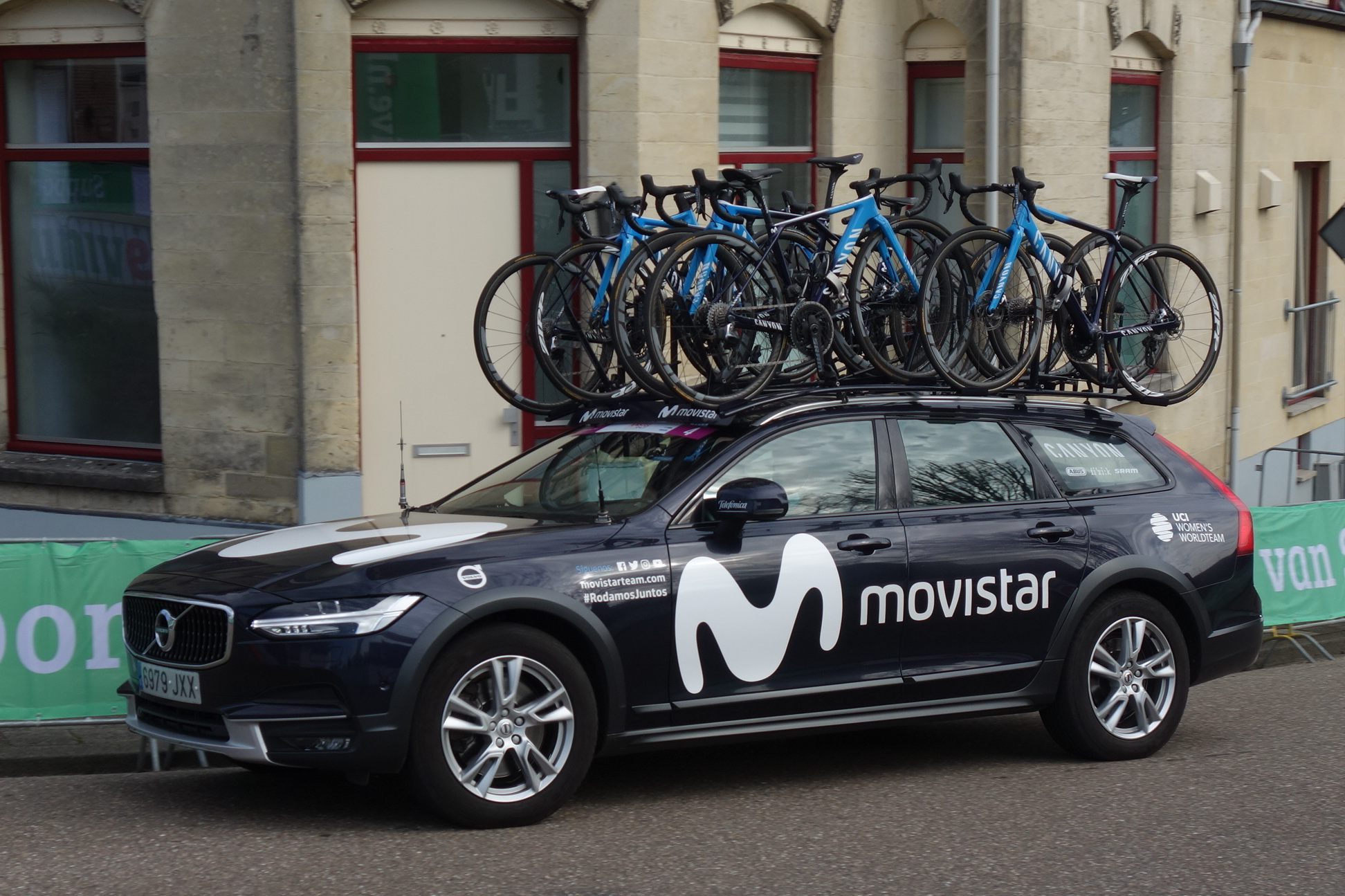
Voiture de l'équipe.

## Préparation de la saison

### Arrivées et départs
La principale recrue est Annemiek van Vleuten, numéro un mondial en 2017 et 2018, numéro 3 en 2019 et 2020. La jeune sprinteuse danoise Emma Norsgaard Jørgensen rejoint l'équipe, tout comme la polyvalente américaine Leah Thomas et Sara Martín.
Au niveau des départs, Eider Merino quitte l'équipe.
| Arrivées                 | Équipe 2020      |
| ------------------------ | ---------------- |
| Emma Norsgaard Jørgensen | Paule Ka         |
| Sara Martín              | Sopela           |
| Leah Thomas              | Paule Ka         |
| Annemiek van Vleuten     | Mitchelton-Scott |

| Départs      | Équipe 2021 |
| ------------ | ----------- |
| Eider Merino | A.R. Monex  |

### Effectifs
| Effectif 2021            | Effectif 2021     | Effectif 2021 | Effectif 2021                             |
| Cycliste                 | Date de naissance | Pays          | Équipe précédente                         |
| ------------------------ | ----------------- | ------------- | ----------------------------------------- |
| Katrine Aalerud          | 4 décembre 1994   | Norvège       | Virtu Cycling Women (2019)                |
| Aude Biannic             | 27 mars 1991      | France        | FDJ-Nouvelle Aquitaine-Futuroscope (2017) |
| Jelena Erić              | 15 janvier 1996   | Serbie        | Alé Cipollini (2019)                      |
| Alicia González          | 27 mai 1995       | Espagne       | Lointek (2017)                            |
| Barbara Guarischi        | 10 février 1990   | Italie        | Virtu Cycling Women (2019)                |
| Sheyla Gutiérrez         | 1 janvier 1994    | Espagne       | Cylance (2018)                            |
| Sara Martín              | 22 mars 1999      | Espagne       | Sopela Women's Team (2020)                |
| Emma Norsgaard           | 26 juillet 1999   | Danemark      | Équipe cycliste Paule Ka (2020)           |
| Lourdes Oyarbide         | 8 avril 1994      | Espagne       | Bizkaia-Durango (2017)                    |
| Paula Patiño             | 29 mars 1997      | Colombie      | Centre mondial du cyclisme (2018)         |
| Gloria Rodríguez         | 6 mars 1992       | Espagne       | Lointek (2017)                            |
| Alba Teruel              | 17 août 1996      | Espagne       | Lointek (2017)                            |
| Leah Thomas              | 30 mai 1989       | États-Unis    | Équipe cycliste Paule Ka (2020)           |
| Annemiek van Vleuten     | 8 octobre 1982    | Pays-Bas      | Mitchelton-Scott (2020)                   |
|                          |                   |               |                                           |
| Source : ProCyclingStats |                   |               |                                           |

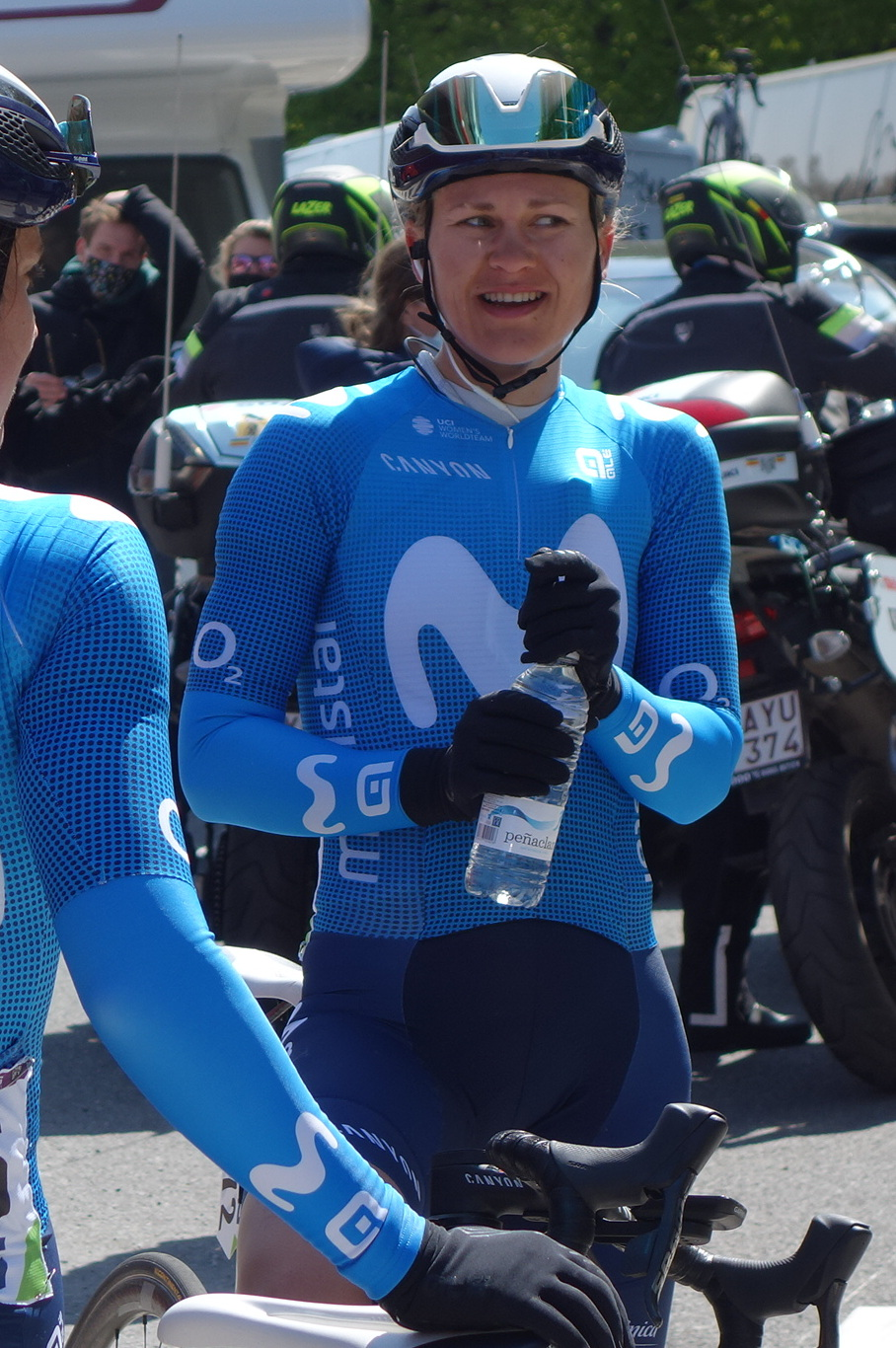
Katrine Aalerud
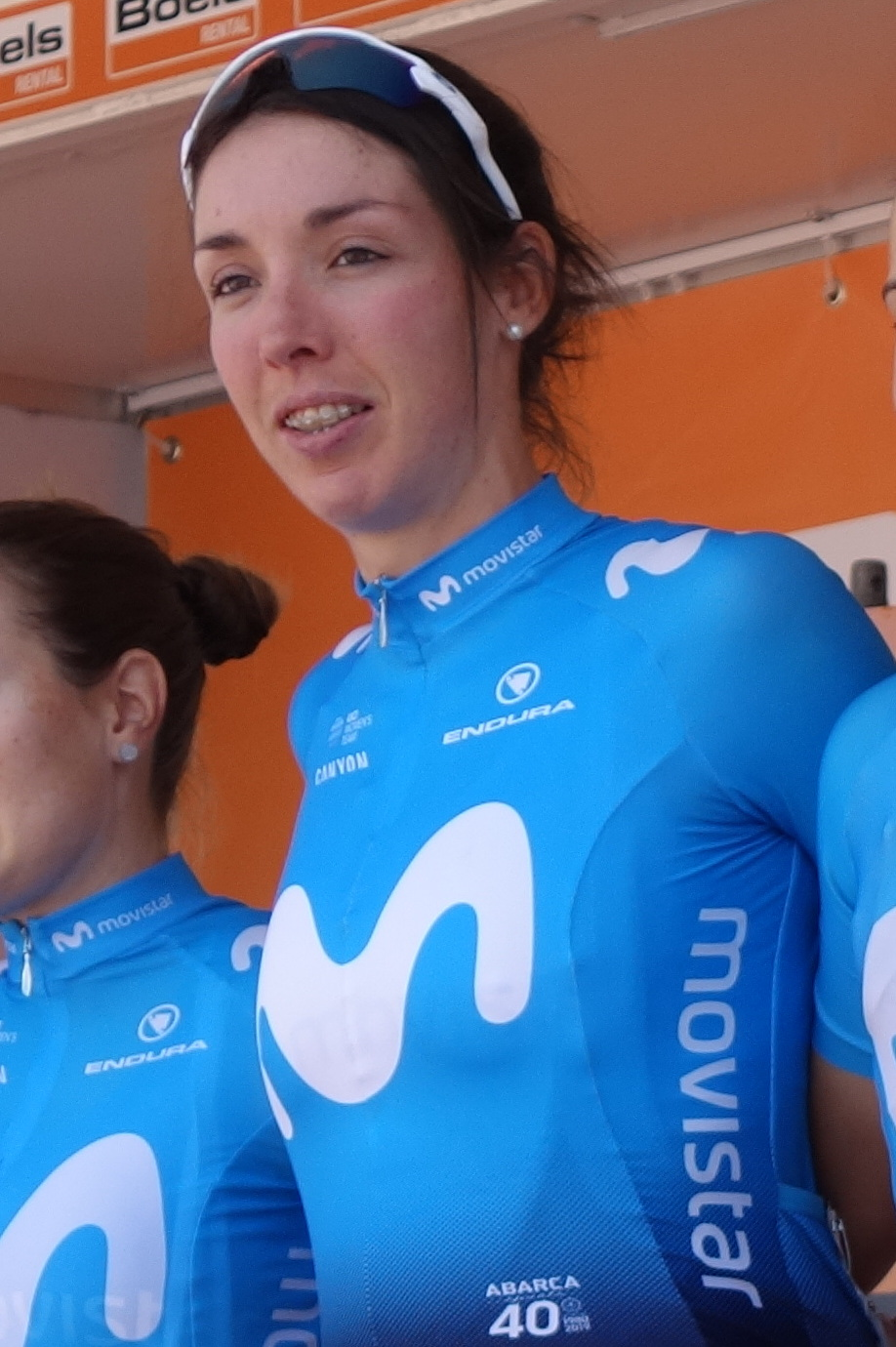
Aude Biannic en 2019
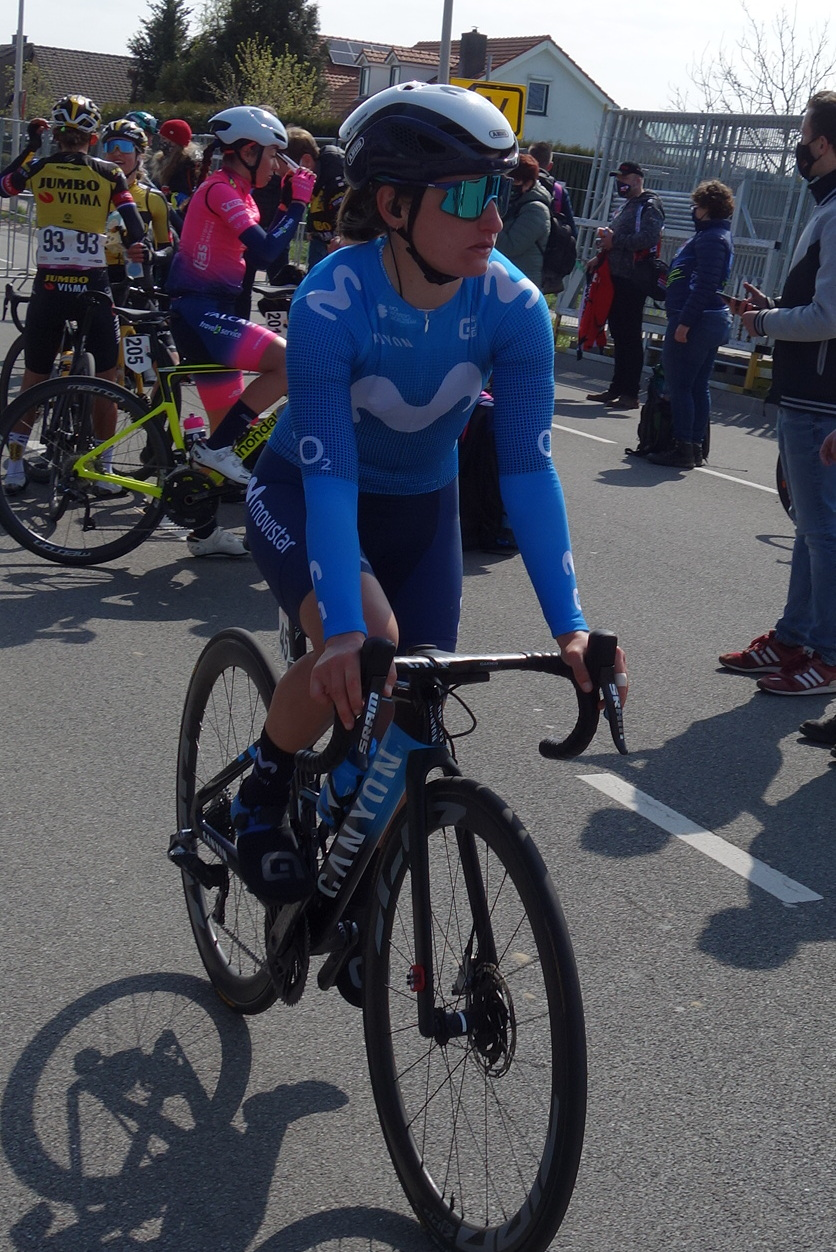
Jelena Erić
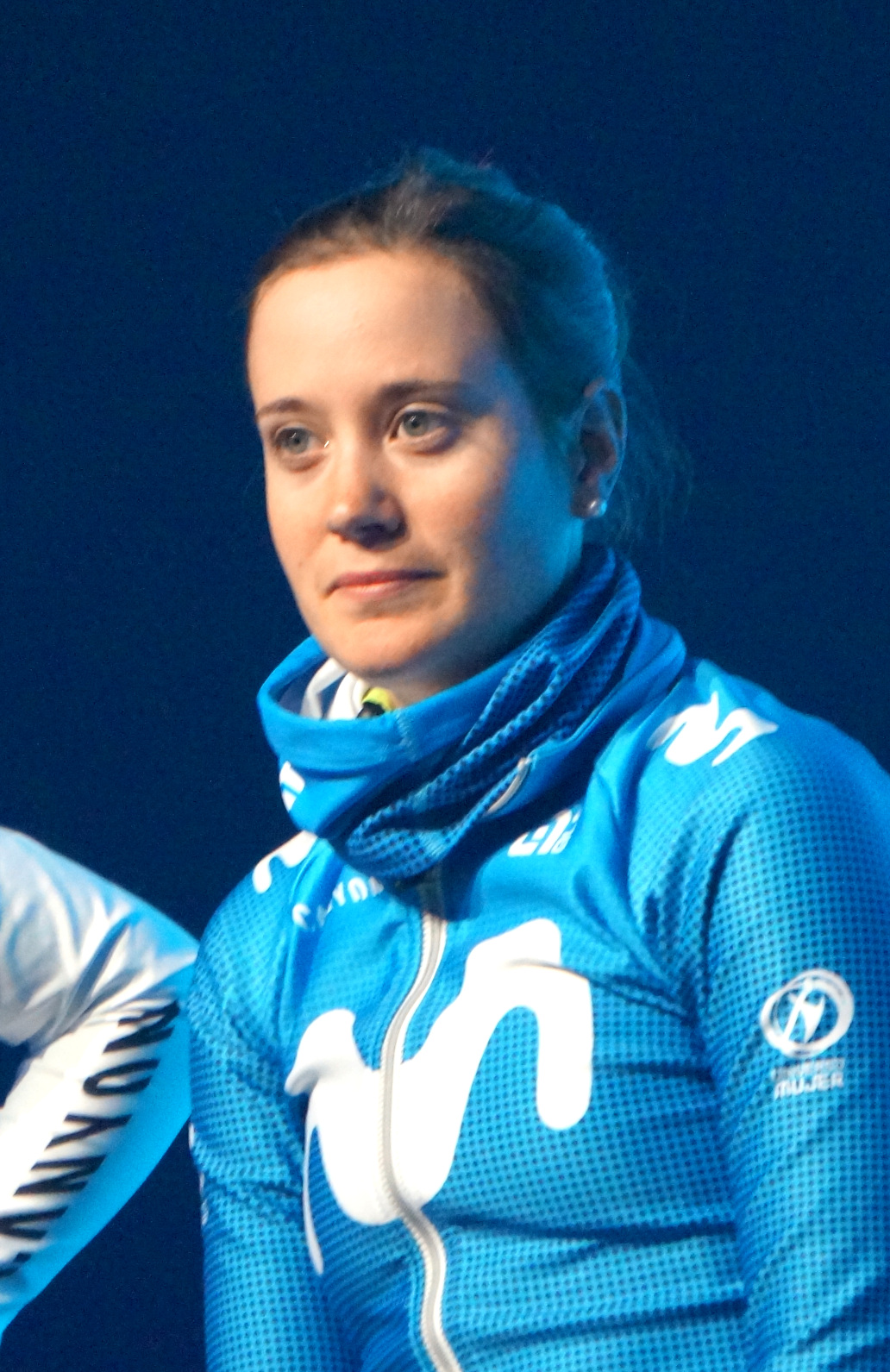
Alicia González en 2020
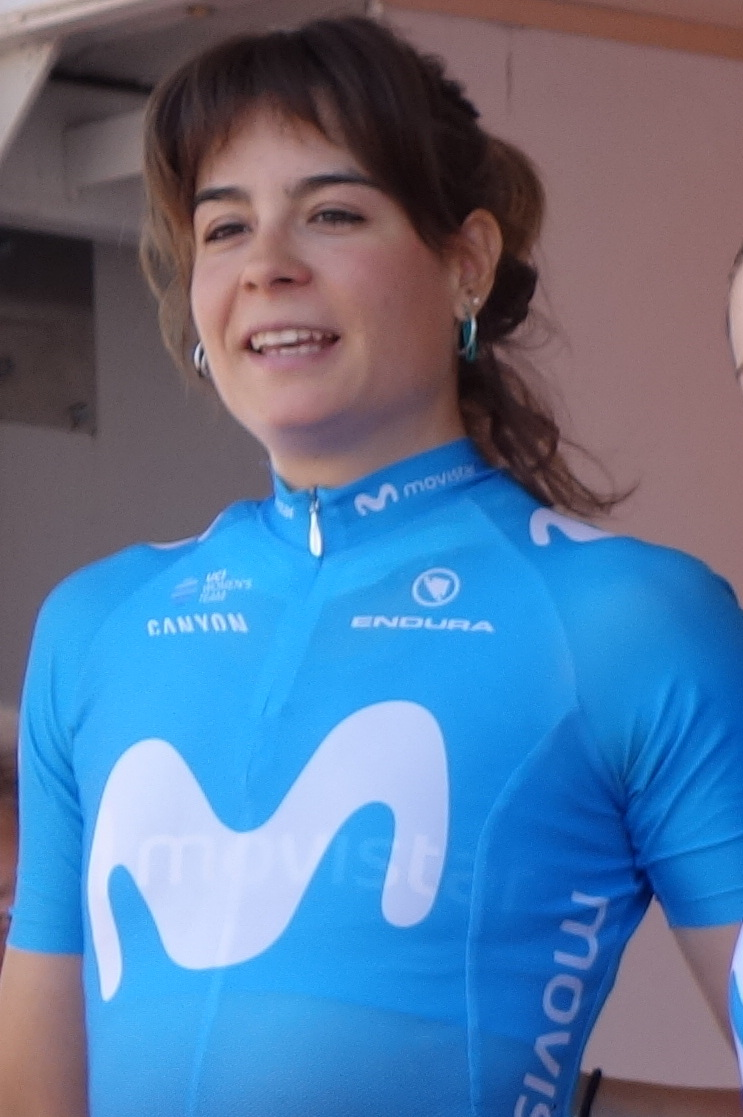
Sheyla Gutiérrez en 2019
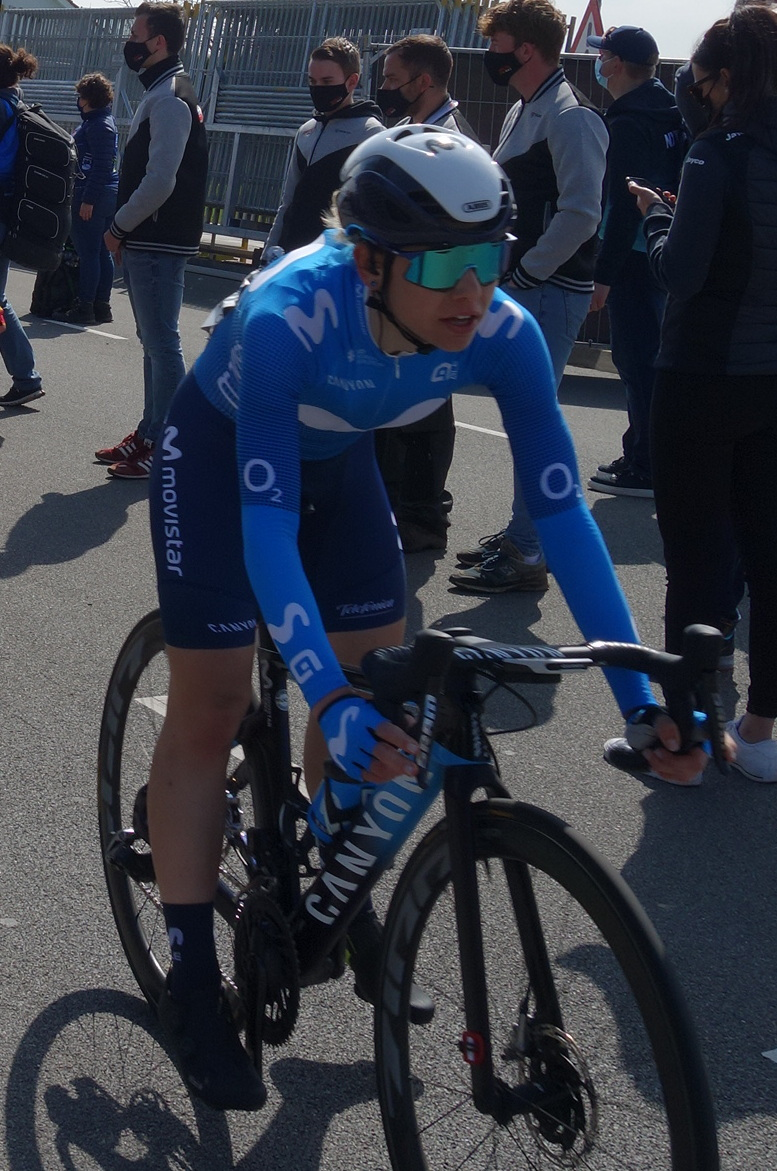
Sara Martín
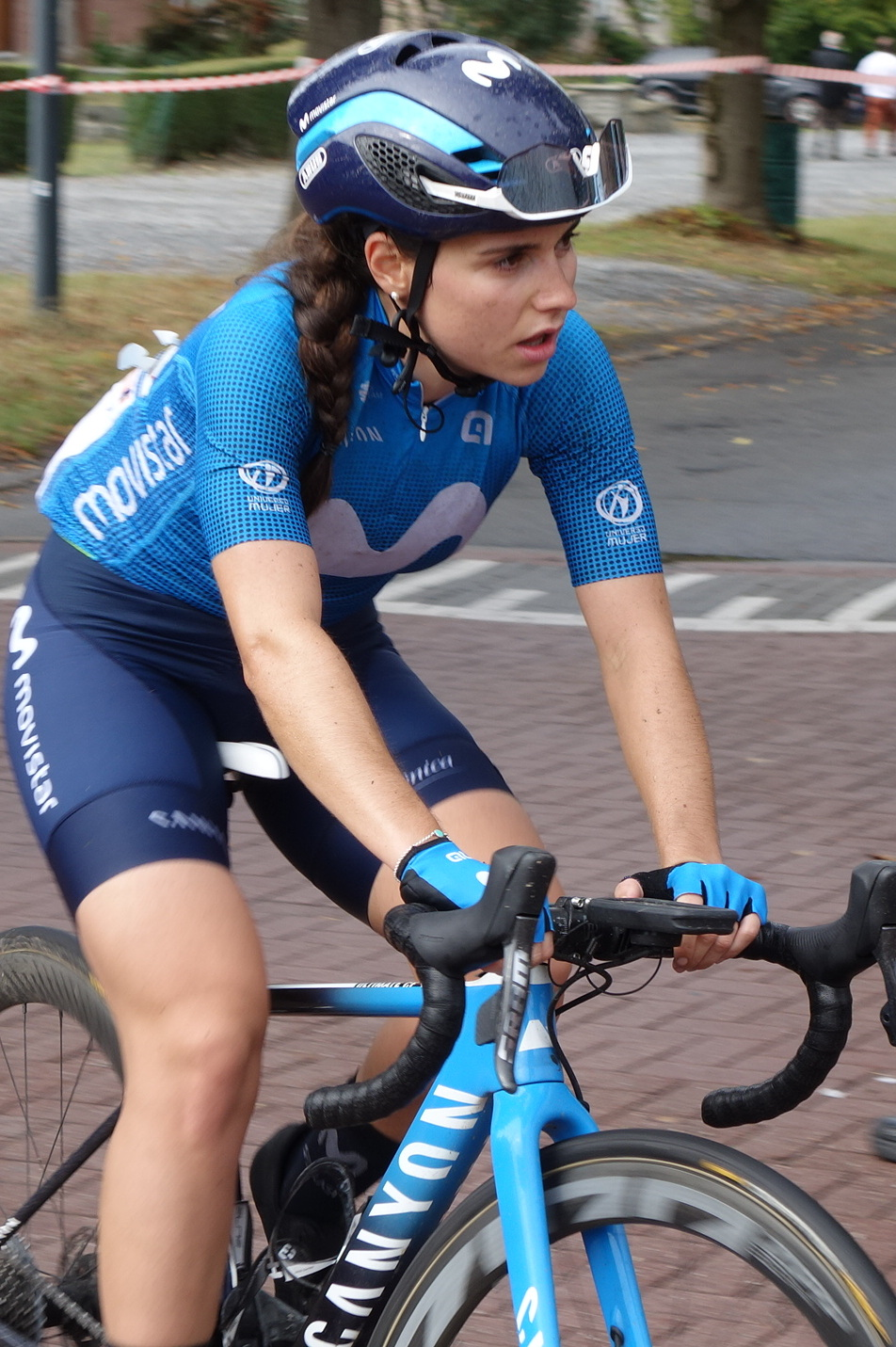
Lourdes Oyarbide en 2020
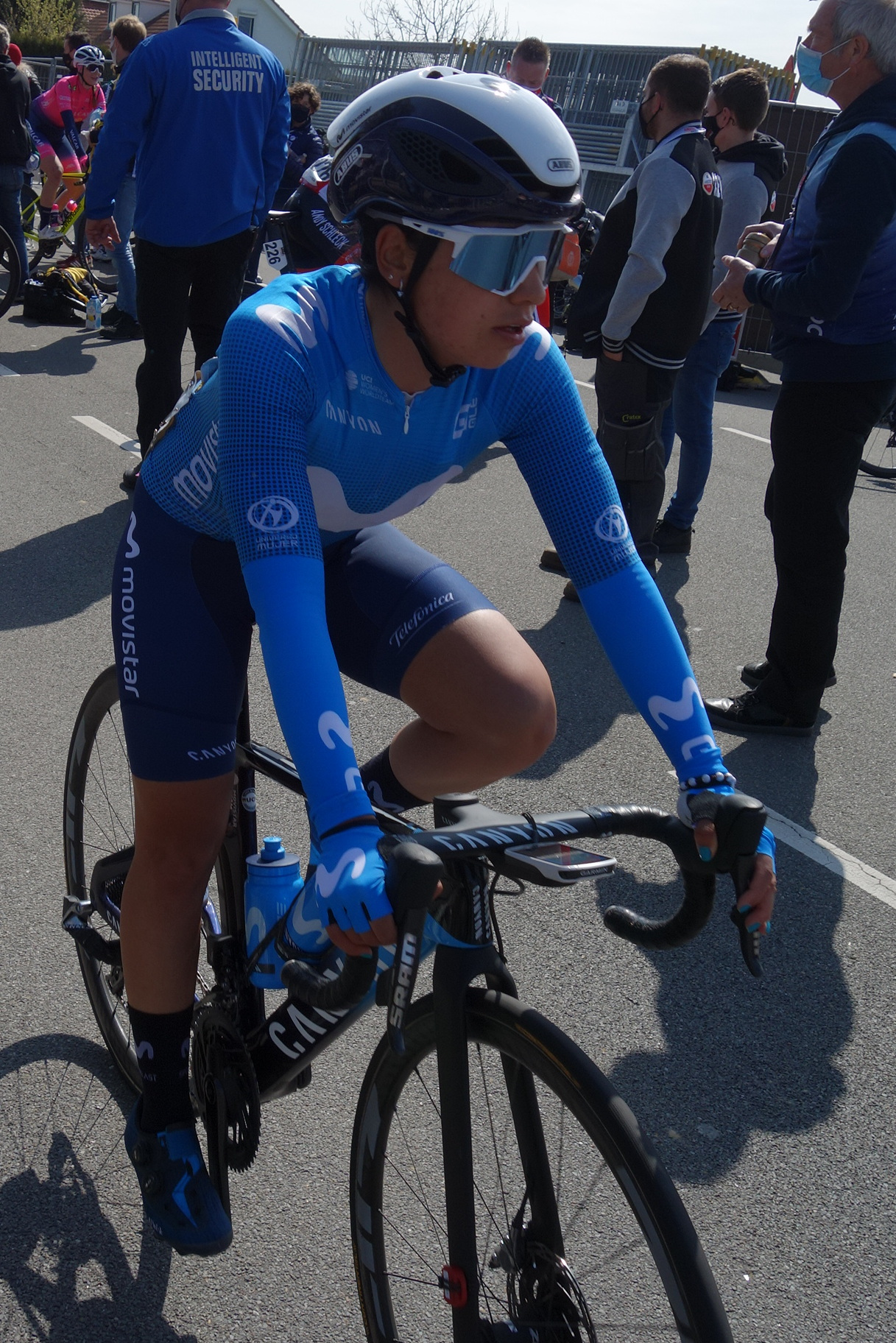
Paula Patiño
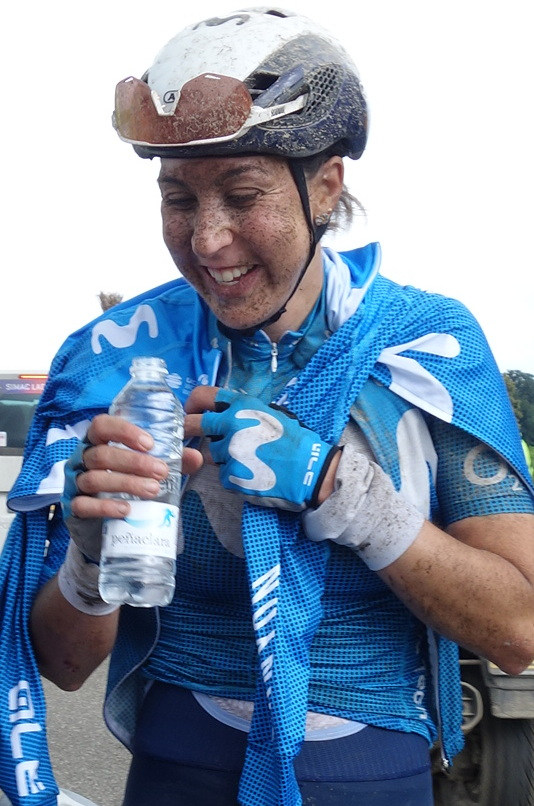
Gloria Rodríguez
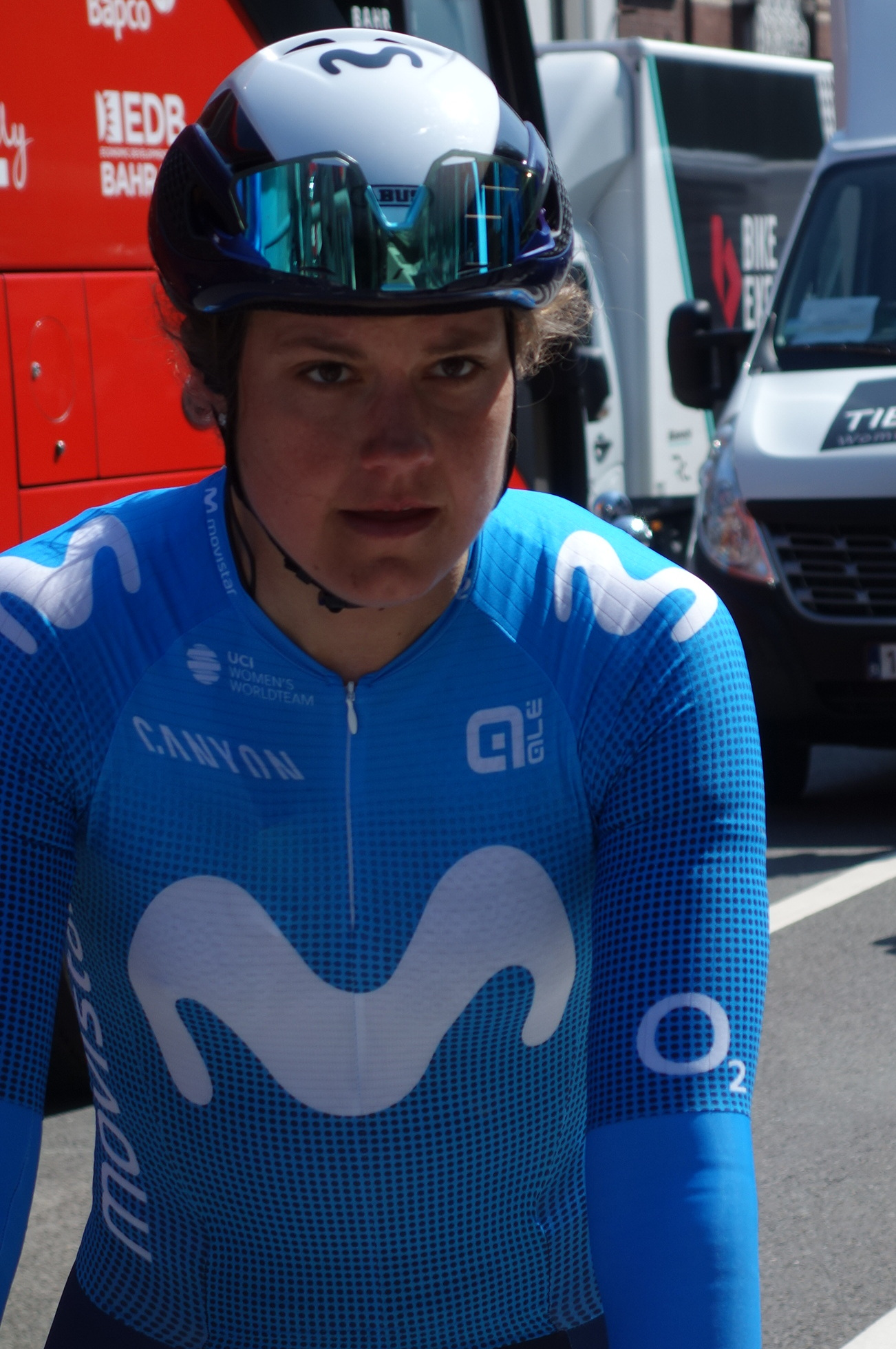
Leah Thomas
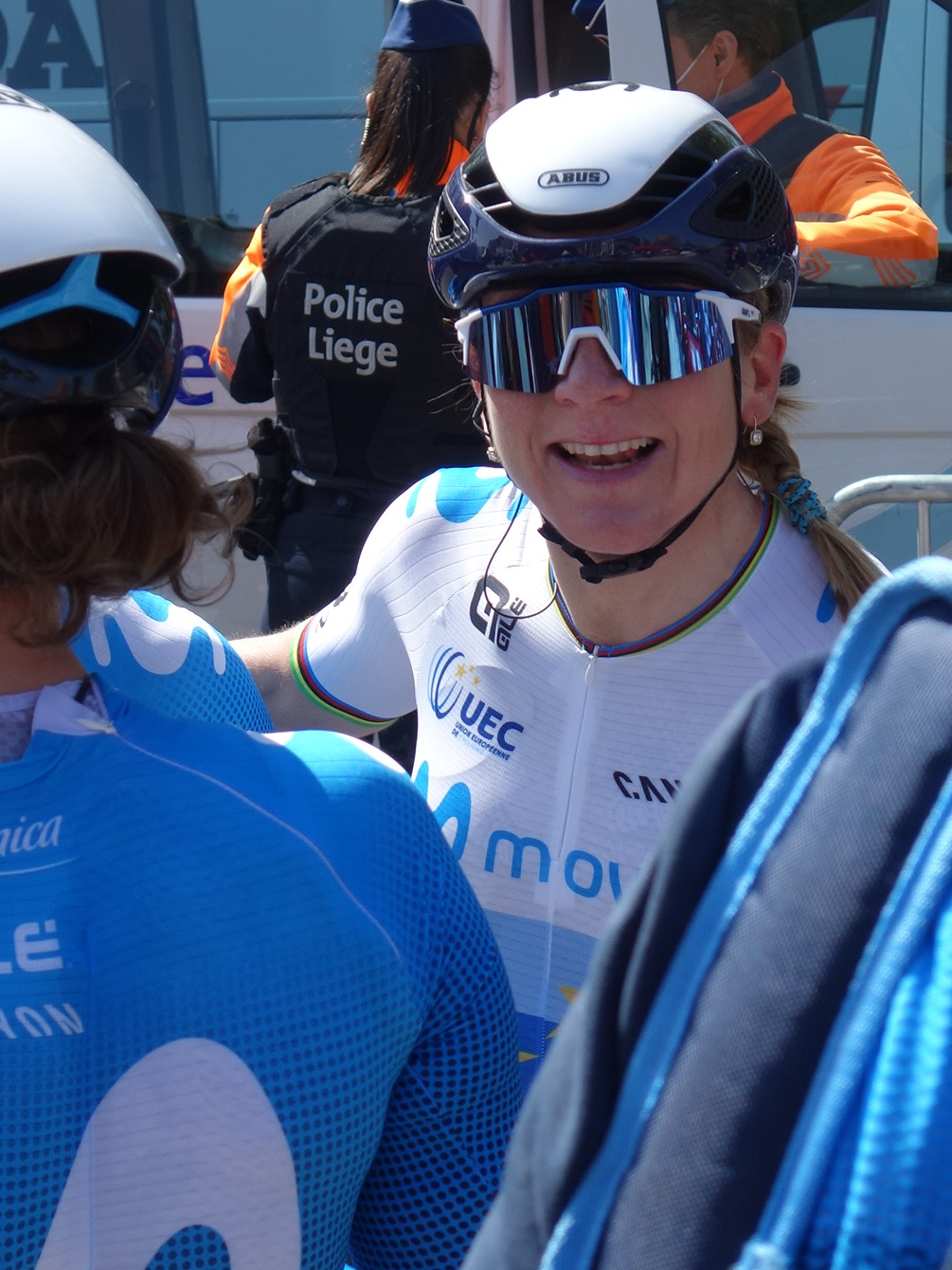
Annemiek van Vleuten

### Encadrement
Le directeur général de l'équipe est Sebastian Unzué. Le directeur sportif est Pablo Lastras Garcia, il est assisté par Jorge Sanz Unzué.

## Déroulement de la saison

### Février
Au Circuit Het Nieuwsblad, la formation SD Worx mène la poursuite derrière les échappées. Le groupe est repris peu avant le Leberg, à trente-huit kilomètres de l'arrivée. L'ascension, dans laquelle Anna van der Breggen mène le peloton, produit une cassure. Annemiek van Vleuten ne fait pas partie du peloton de tête à l'inverse d'Emma Norsgaard Jørgensen. Elle règle le sprint du groupe de poursuite et se classe deuxième.

### Mars
Au Samyn, Emma Norsgaard Jørgensen est deuxième du sprint derrière Lotte Kopecky. Aux Strade Bianche, à une trentaine de kilomètres de l'arrivée, un groupe de huit coureuses dont Jelena Eric se forme. Le groupe se morcelle dans le sixième secteur et Jelena Eric est derrière. À la fin du secteur, les favorites reviennent sur l'avant. Dans le dernier secteur, Le Tolfe, Annemiek van Vleuten attaque dans la partie la plus raide. Seule Marianne Vos parvient à suivre. Elles comptent quelques secondes d'avance, la première effectuant le gros des relais, mais la formation SD Worx mène la chasse et les reprend. Chantal Van den Broek-Blaak et Elisa Longo Borghini s'échappent. Dans la montée finale, Annemiek van Vleuten vient coiffer sur la ligne Cecilie Uttrup Ludwig qui s'est relevée trop rapidement pour la quatrième place.

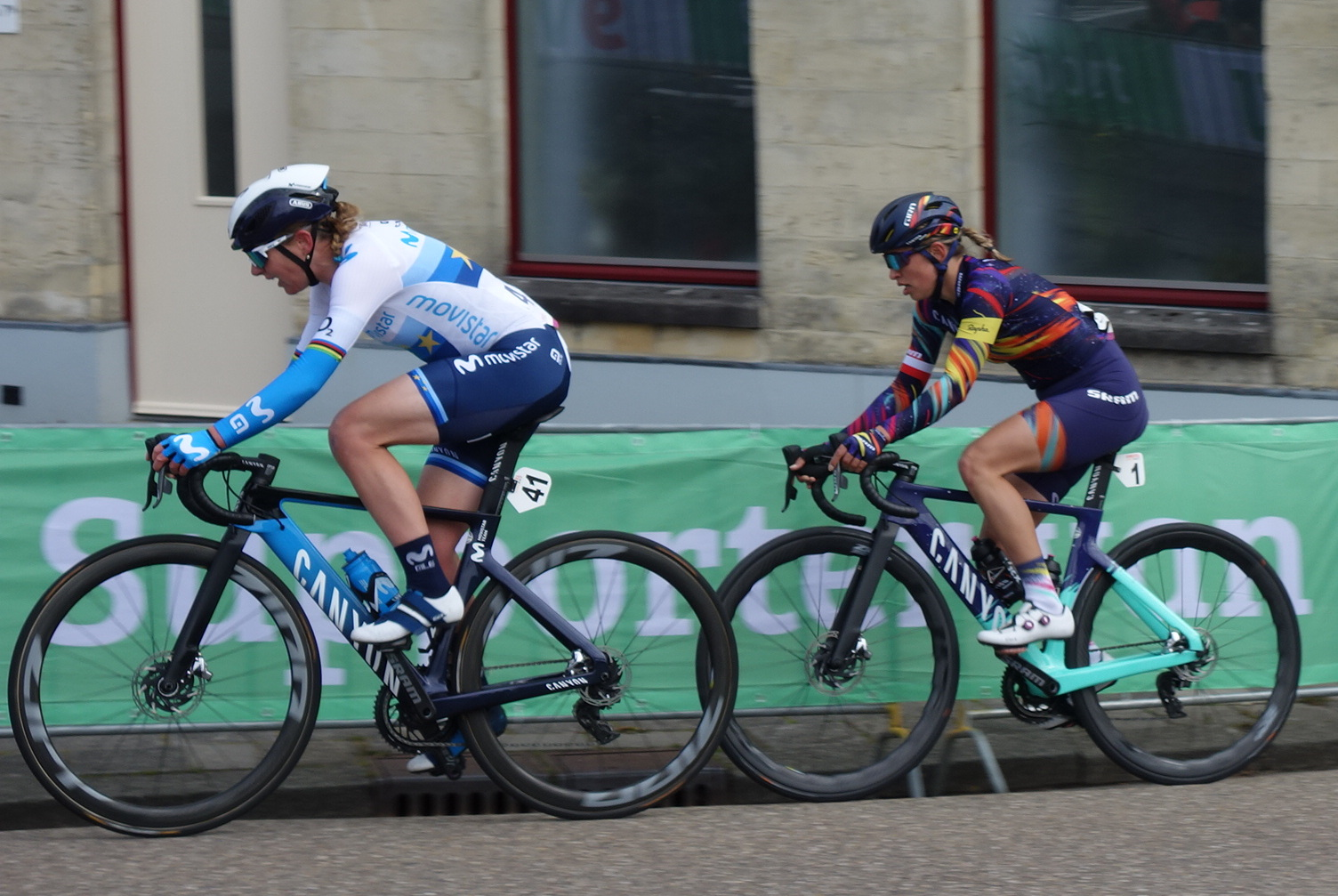
Annemiek van Vleuten à l'Amstel Gold Race

À l'Healthy Ageing Tour, Emma Norsgaard Jørgensen est quatrième du contre-la-montre de la deuxième étape. Dans la difficile ultime étape, au kilomètre quarante-cinq un groupe de cinq échappées dont Emma Norsgaard Jørgensen se forme. Leur avance atteint une minute quarante. À dix-huit kilomètres de l'arrivée, Lonneke Uneken attaque en solitaire et n'est plus reprise. Derrière, Emma Norsgaard règle le groupe de chasse. Elle est troisième du classement général et meilleure jeune.
Aux Trois Jours de La Panne, dans le dernier tour, en passant aux Moëres, l'accélération du peloton et le vent provoque des bordures. Il reste alors trente-deux kilomètres. Un groupe de douze favorites dont Emma Norsgaard Jørgensen et Aude Biannic se forme à l'avant. La bonne coopération du groupe empêche un retour. À dix kilomètres de la ligne, Grace Brown attaque seule. Derrière, Emma Norsgaard Jørgensen prend la deuxième place devant Jolien D'Hoore. Au Gand-Wevelgem, Emma Norsgaard Jørgensen prend la neuvième place du sprint.
Sur À travers les Flandres, Leah Thomas attaque, mais est reprise. Un peloton réduit groupé se présente au pied du Kruisberg. Dans la côte de Trieu, soit à trente-six kilomètres de l'arrivée, Annemiek van Vleuten et Katarzyna Niewiadoma sortent du peloton. Leur avance atteint rapidement une vingtaine de seconde. Au sprint, Annemiek van Vleuten lance aux trois cent mètres et n'est pas reprise par Katarzyna Niewiadoma.

### Avril

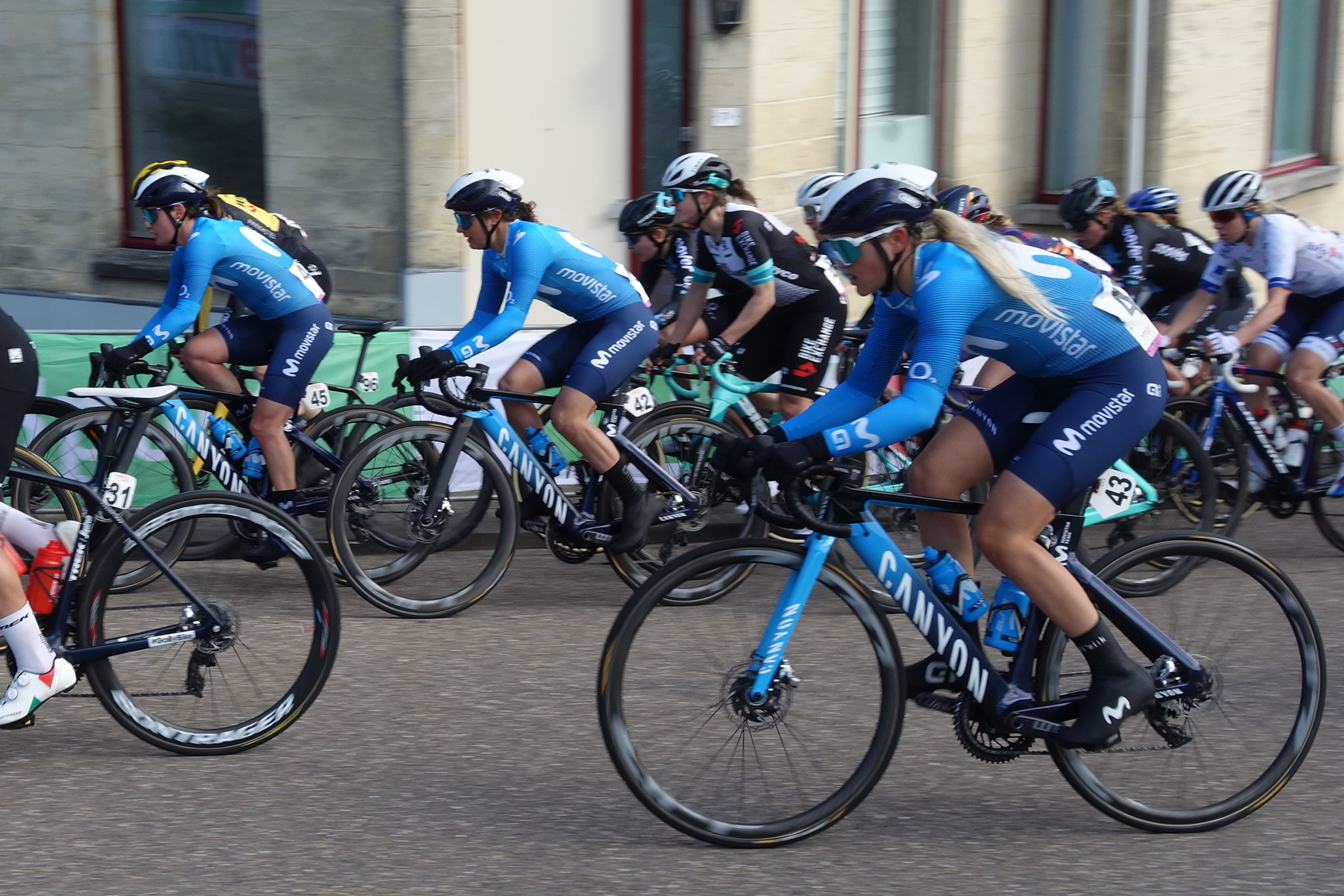
Plusieurs Movistar durant l'Amstel Gold Race

Au Tour des Flandres, dans la côte de Berg ten Houte, Leah Thomas attaque, mais elle est rapidement reprise. Dans le Kanarienberg, Annemiek van Vleuten accélère mais ne parvient pas à creuser. Le vent de face, lui fait abandonner sa tentative. Juste après le Quaremont, Grace Brown produit une puissante attaque. Annemiek van Vleuten prend l'initiative pour combler la distance. Dans le Paterberg, Van Vleuten donne tout pour sortir. Elle passe au sommet avec huit secondes d'avance. Derrière, Anna van der Breggen fait le gros du travail de poursuite, mais van Vleuten n'est pas reprise,. Le lendemain, Jelena Eric est deuxième du sprint à la Ronde de Mouscron. Au Grand Prix de l'Escaut, Emma Norsgaard Jørgensen est également deuxième du sprint derrière Lorena Wiebes.
À la Flèche brabançonne, Leah Thomas et Annemiek van Vleuten font partie de divers groupes d'échappée. La bonne part à vingt-trois kilomètres de l'arrivée avec Thomas. Elle prend la quatrième place du sprint. À la Vuelta CV Feminas, Barbara Guarischi prend la deuxième place du sprint derrière Chiara Consonni.

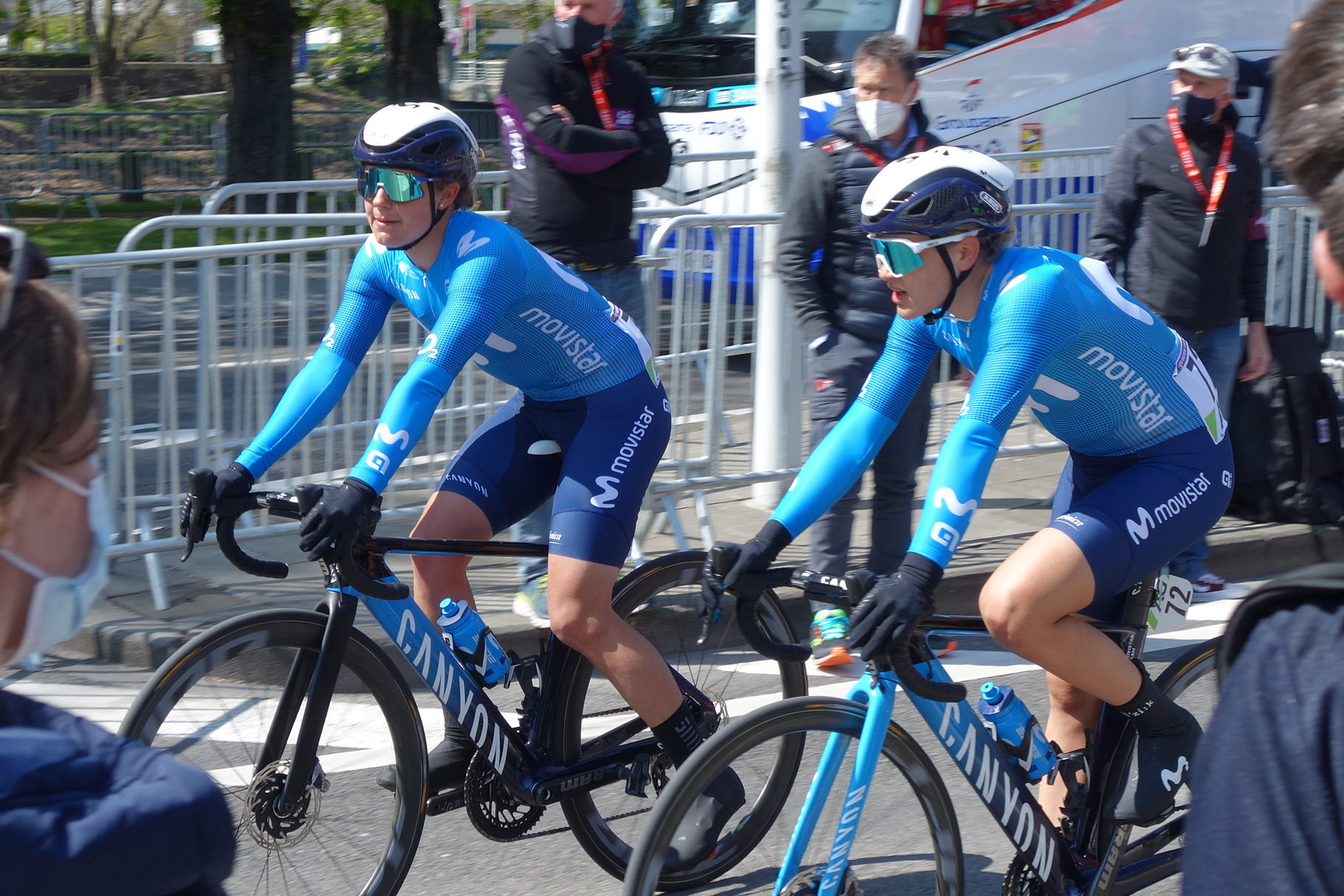
Katrine Aalerud et Leah Thomas à Liège-Bastogne-Liège

À l'Amstel Gold Race, à une quarantaine de kilomètres de l'arrivée, Annemiek van Vleuten reprend l'échappée dans le Cauberg. À trente-six kilomètres de l'arrivée, Pauliena Rooijakkers attaque dans le Cauberg. Elle est contrée par Annemiek van Vleuten, la plupart des favorites réagissent cependant et la reprennent. Dans l'ascension finale du Cauberg. Annemiek van Vleuten accélère violemment à son pied, mais doit rapidement ralentir. Elle ne peut suivre Katarzyna Niewiadoma et Elisa Longo Borghini. Le duo se regarde néanmoins et le groupe de poursuite revient. Au sprint, Annemiek van Vleuten prend la troisième place. Sur la Flèche wallonne, Annemiek van Vleuten est longtemps troisième dans l'ascension finale du mur de Huy, mais est dépassée dans les derniers mètres par Elisa Longo Borghini.

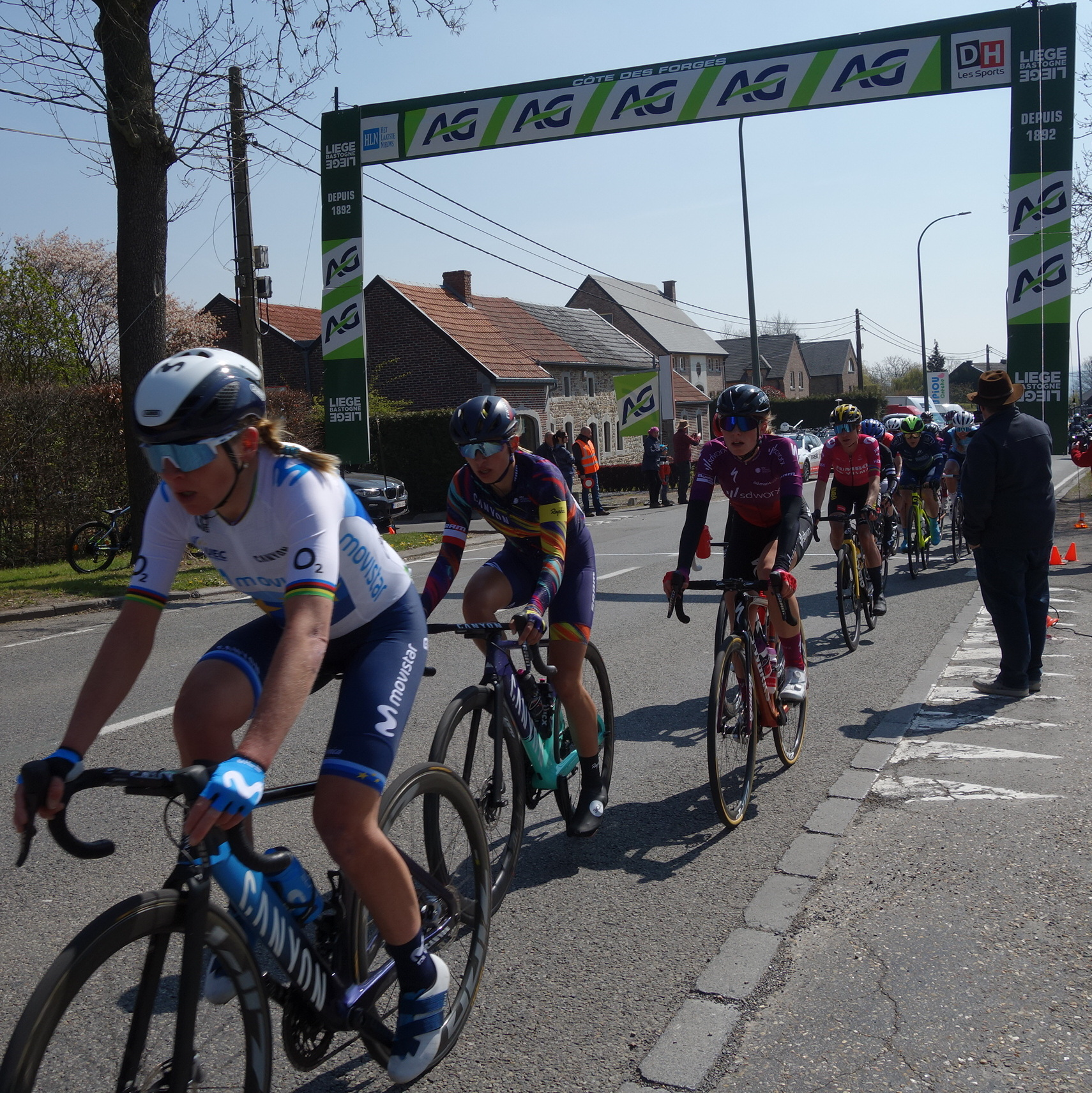
Annemiek van Vleuten dans la côte des Forges durant Liège-Bastogne-Liège

À Liège-Bastogne-Liège, Niamh Fisher-Black attaque après la côte de Wanne. Elle emmène avec elle six autres coureuses dont Leah Thomas. Le groupe est repris à cinquante kilomètres de l'arrivée dans la côte de Desnié. Dans la côte de la Roche aux Faucons, SD Worx mène le train, avec tout d'abord Chantal Blaak puis Anna van der Breggen. Annemiek van Vleuten attaque dans la seconde partie, mais ne parvient qu'à provoquer une sélection. Elle se maintient dans le groupe de tête. Au sprint, elle n'est battue que par Demi Vollering.
Au Festival Elsy Jacobs,Emma Norsgaard remporte facilement la première étape au sprint. Elle récidive le lendemain et s'offre ainsi le classement général.

### Mai
À la Setmana Ciclista Valenciana, lors de la première étape, Omer Shapira est en tête à vingt-six kilomètres de l'arrivée. Elle est reprise par Annemiek van Vleuten et Mavi Garcia qui ont attaqué dans l'ultime ascension du jour. À un kilomètre du sommet, la Néerlandaise sort seule. Elle parvient à conserver plus de deux minutes d'avance à l'arrivée, malgré une chute dans la dernière descente. Le lendemain, Katrine Aalerud fait partie du groupe d'échappée, mais elle est reprise. Au sprint, la photo finish doit départager Sandra Alonso et Sheyla Gutiérrez au profit de la première. Sheyla Gutiérrez est de nouveau deuxième du sprint sur la troisième étape, cette fois devancée par Alice Barnes. Elle est troisième de la dernière étape. Annemiek van Vleuten remporte le classement général.
Sur l'Emakumeen Nafarroako Klasikoa, dans la côte de Goñi, Elise Chabbey sort avec Sara Martin. Elles reviennent sur Ashleigh Moolman dans la descente. Elles sont reprises par un groupe de favorites. À vingt-deux kilomètres de l'arrivée, Mavi Garcia attaque. Elle est d'abord suivie par Sara Martin, mais cette dernière ne peut suivre. Garcia est reprise à dix-sept kilomètres de l'arrivée. Annemiek van Vleuten passe à l'offensive avec une première accélération. Quelques kilomètres plus loin, elle sort une seconde fois avec Demi Vollering dans la roue. À douze kilomètres de l'arrivée, la première essaie de se débarrasser de la seconde, mais sans succès. Après d'autres attaques, Annemiek van Vleuten contre Elisa Longo Borghini et n'est plus rejointe. À la Classique féminine de Navarre, Annemiek van Vleuten est troisième dans une course où la décision s'est faite dans le dernier kilomètre. Au Gran Premio Ciudad de Eibar, dans la côte d'Alto Udana, au bout de vingt-sept kilomètres, un groupe de dix coureuses dont Sheyla Gutiérrez sort. Dans l'ascension suivante, Katrine Aalerud sort du peloton, mais est reprise. Le regroupement général a lieu à huit kilomètres de la ligne. Dans la montée finale, Katrine Aalerud imprime le rythme. Les trois favorites du jour, Elisa Longo Borghini, Annemiek van Vleuten et Anna van der Breggen s'échappent à six kilomètres du sommet. A trois kilomètres de l'arrivée, la championne du monde parvient à distancer ses adversaires. Van Vleuten est deuxième. À la Durango-Durango Emakumeen Saria, Cecilie Uttrup Ludwig échappée est rejointe puis distancée par la Annemiek van Vleuten et Anna van der Breggen à 10 kilomètres de l'arrivée. Ces dernières se disputent le sprint final, Van Vleuten est deuxième.
Au Tour de Burgos, Annemiek van Vleuten est huitième de la troisième étape. Sur l'ultime étape, un groupe de trente coureuses dont Katrine Aalerud sort à cinquante kilomètres de l'arrivée. Dans l'ascension finale, il se disloque. Aalerud fait partie des deux plus forte avec Amanda Spratt. Toutefois, van der Breggen et Annemiek van Vleuten reviennent sur la tête dans le dernier kilomètre et distancent les autres. Annemiek van Vleuten tente de surprendre van der Breggen, mais cette dernière s'impose. Van Vleuten est deuxième du classement général.

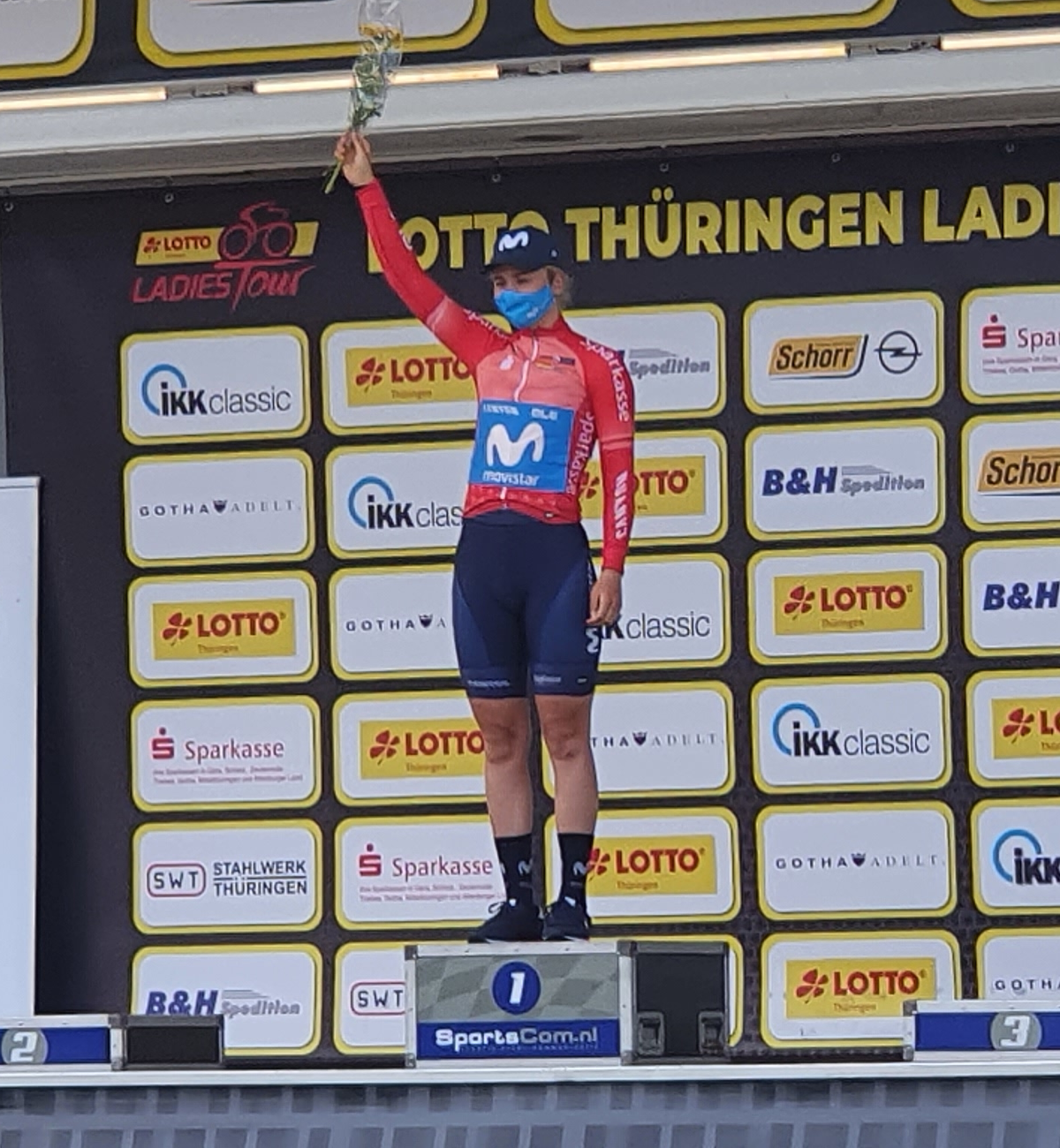
Emma Norsgaard, meilleure jeune du Tour de Thuringe

Sur le Tour de Thuringe, un groupe de onze coureuses sort après le premier prix des monts. À trente kilomètres de l'arrivée, le peloton n'est plus qu'à trente secondes. Six coureuses dont Emma Norsgaard font la jonction sur l'avant. Au sprint, elle s'impose facilement. Elle est deuxième du sprint le lendemain derrière Lorena Wiebes. Sur la troisième étape, Lucinda Brand sort seule. Emma Norsgaard règle le sprint derrière. Dans la montée de l'Hanka-Berg, elle se classe sixième, mais perd la tête du classement général. Elle est troisième le lendemain, en terminant le sprint derrière Lorena Wiebes. Elle conclut l'épreuve à la troisième place. Elle est aussi meilleure jeune.

### Juin

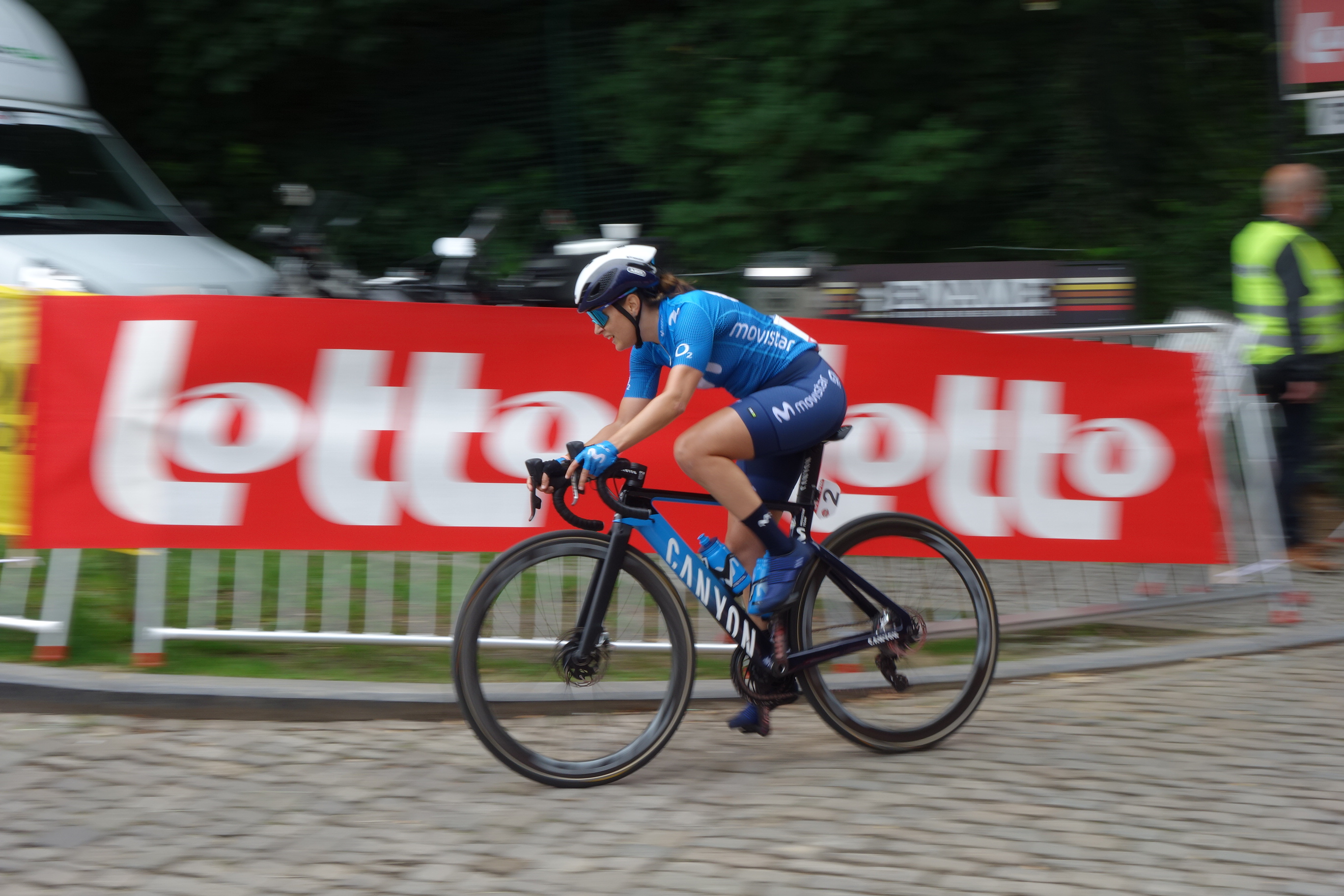
Alicia González dans le mur de Grammont durant le Tour de Belgique

Barbara Guarischi est troisième de Dwars door de Westhoek.
Emma Norsgaard devient championne du Danemark du contre-la-montre. Elle est également deuxième de la course en ligne derrière Amalie Dideriksen. Katrine Aalerud conserve son titre du chrono en Norvège.
À La course by Le Tour de France, à deux tours de l'arrivée, Ruth Winder passe à l'offensive. Un groupe de dix athlètes dont Leah Thomas se forme. Un regroupement a lieu plus loin.

### Juillet
Au Tour d'Italie, Movistar est cinquième du contre-la-montre par équipes inaugural. Sur la cinquième étape, Emma Norsgaard est devancée au sprint par Lorena Wiebes. Le lendemain, elle bat Coryn Rivera et lève les bras. Sur la septième étape, Leah Thomas fait partie du groupe de poursuite qui tente de revenir sur Lucinda Brand, mais un regroupement général a finalement lieu. Emma Norsgaard est deuxième du sprint de la huitième étape derrière Wiebes. Elle règle le peloton sur la dernière étape.
Aux Jeux olympiques, sur la course en ligne, Annemie van Vleuten chute en portant des bidons à Marianne Vos. Elle repart néanmoins. Demi Vollering et Anna van der Breggen attaquent à tour de rôle dans la Doushi Road. Plus loin, Annemiek van Vleuten place une nette accélération. Elle prend rapidement une minute d'avance, mais est distance de cinq minutes du trio de tête. Elle est reprise par le peloton à vingt-cinq kilomètres de l'arrivée. À deux kilomètres de l'arrivée, elle attaque violemment. Elle passe la ligne deux minutes derrière Anna Kiesenhofer, mais pense s'être imposée et lève donc les bras. Elle prend donc la médaille d'argent. Sur le contre-la-montre, elle passe en tête au premier passage intermédiaire et s'impose avec près d'une minute d'avance sur Marlen Reusser.
À la Classique de Saint-Sébastien, la formation Movistar contrôle la course. Elle ramène l'avance de l'échappée à quarante secondes au pied de la dernière difficulté : Murgil-Tontorra. Dans celle-ci, Annemiek van Vleuten passe à l'offensive pour aller s'imposer en solitaire.

### Août

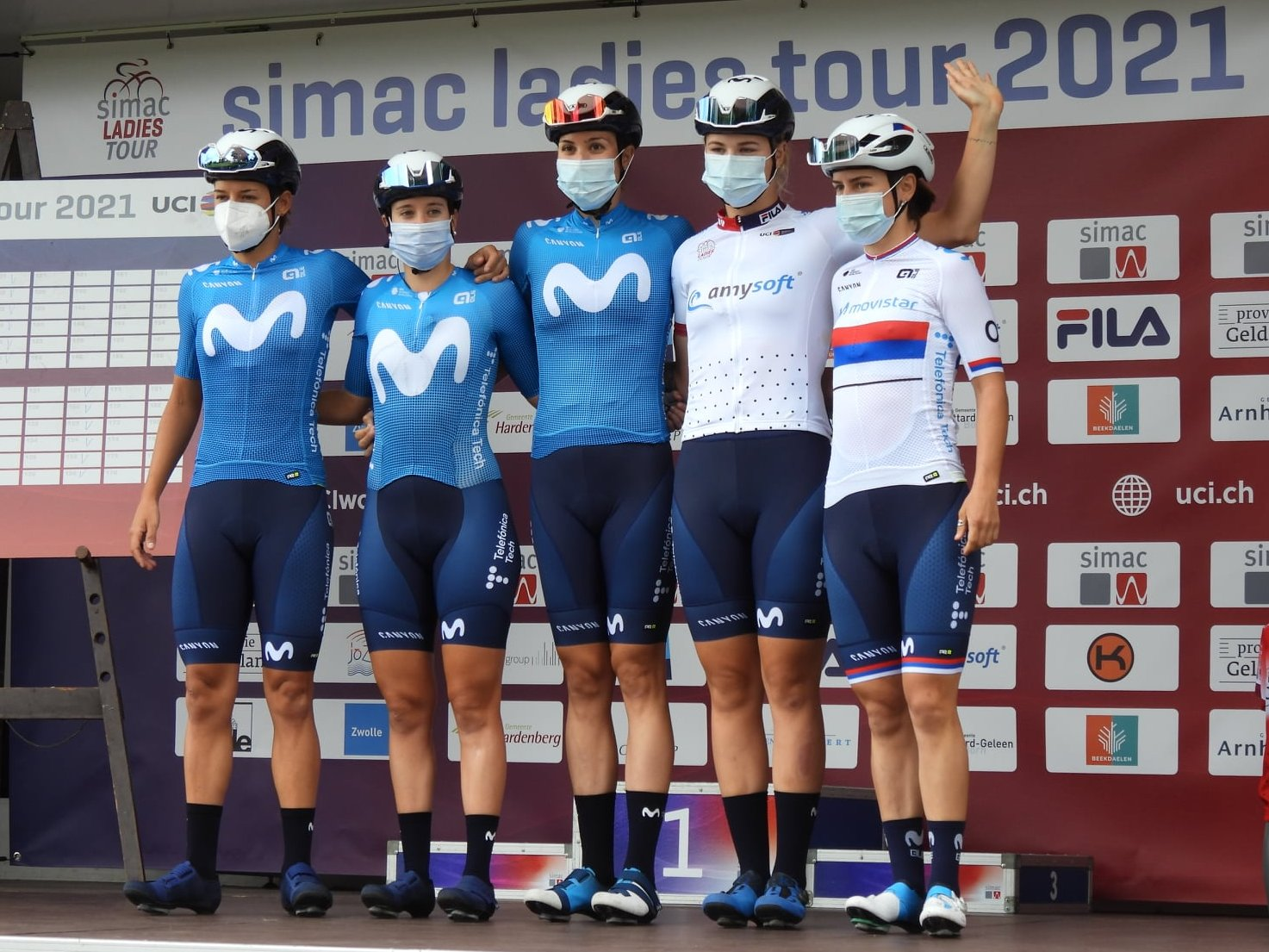
Équipe au Simac Ladies Tour

Au Tour de Norvège, sur la deuxième étape, Audrey Cordon-Ragot et Aude Biannic partent en échappée ensemble. L'écart atteint une minute cinquante. Riejanne Markus attaque ensuite et opère la jonction sur la tête de course à quarante kilomètres de l'arrivée. Biannic et Cordon-Ragot sont reprises à vingt-quatre kilomètres de l'arrivée. Sur la troisième étape, Annemiek van Vleuten contre une attaque d'Ashleigh Moolman dans la partie la plus raide du Norefjell. Elle s'impose seule et prend la tête du classement général. La dernière étape n'apporte pas de modification au classement général.
Au Simac Ladies Tour, Emma Norsgaard Jørgensen est cinquième du contre-la-montre de la deuxième étape. 

### Septembre

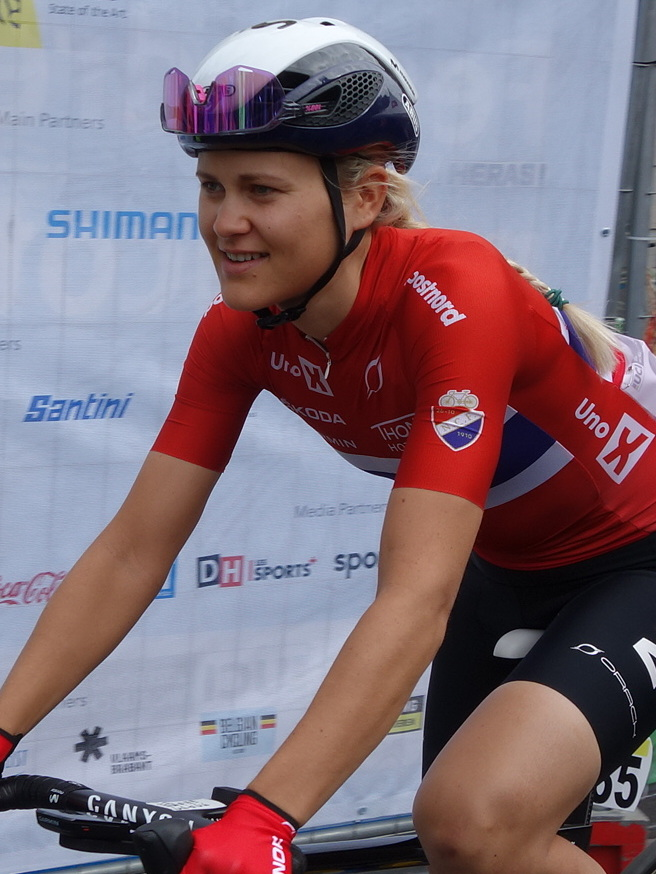
Katrine Aalerud au départ du championnat du monde

Au Ceratizit Challenge by La Vuelta, sur le contre-la-montre de la deuxième étape, Annemiek van Vleuten s'impose avec vingt secondes d'avance sur Marlen Reusser. Leah Thomas est cinquième. Le lendemain, Van Vleuten attaque à soixante kilomètres de l'arrivée, Annemiek van Vleuten attaque. Elle est suivie par Elisa Longo Borghini, Katarzyna Niewiadoma et Kata Blanka Vas. Dix kilomètres plus loin, la Néerlandaise profite d'une descente technique pour distancer ses compagnons d'échappée. Elle n'est plus reprise et prend la tête du classement général. La dernière étape n'apporte pas de changement, elle remporte donc l'épreuve.
Au Tour de l'Ardèche, Sheyla Gutiérrez est troisième du sprint de la première étape. Le lendemain, au kilomètre quatre-vingt-quatre, Leah Thomas profite de la montée pour placer une offensive. Elle emmène avec elle trois autres coureuses. La jonction avec la tête de course a lieu au kilomètre cent. À trois kilomètres de l'arrivée, Leah Thomas part seule et va s'imposer. Elle prend la tête du classement général. Barbara Guarischi est seulement devancée par Chloe Hosking dans le sprint de la troisième étape. Sur la quatrième étape, dans l'avant dernier col, un groupe de cinq favorites autour de Leah Thomas s'extrait du reste du peloton. Ruth Winder s'impose seule. Leah Thomas est deuxième. Elle reste avec les autres favorites le lendemain et se classe cinquième. Elle est quatrième de la dernière étape. Celui lui permet de remporter le classement général.
Emma Norsgaard Jørgensen est dixième des championnats d'Europe du contre-la-montre. Sur la course en ligne, alors qu'Ellen van Dijk est en tête, un groupe de favorites avec Annemiek van Vleuten se détache du peloton. Elle se classe neuvième.
Aux championnats du monde du contre-la-montre, Annemiek van Vleuten s'élance en dernière. Elle se classe troisième derrière Ellen van Dijk et Marlen Reusser. Sur la course en ligne, à cent-un kilomètres de l'arrivée, Annemiek van Vleuten sort. La Grande-Bretagne se place alors en tête de peloton. Van Vleuten est reprise. Aux vingt kilomètres, Annemiek van Vleuten attaque. Elisa Longo Borghini la marque. Van Vleuten se met alors au service de Marianne Vos et chasse derrière Mavi Garcia. Après avoir repris l'Espagnole, elle tente de nouveau de sortir dans le Wijnpers, puis une dernière fois dans le final. Elle se classe finalement dix-neuvième.

### Octobre

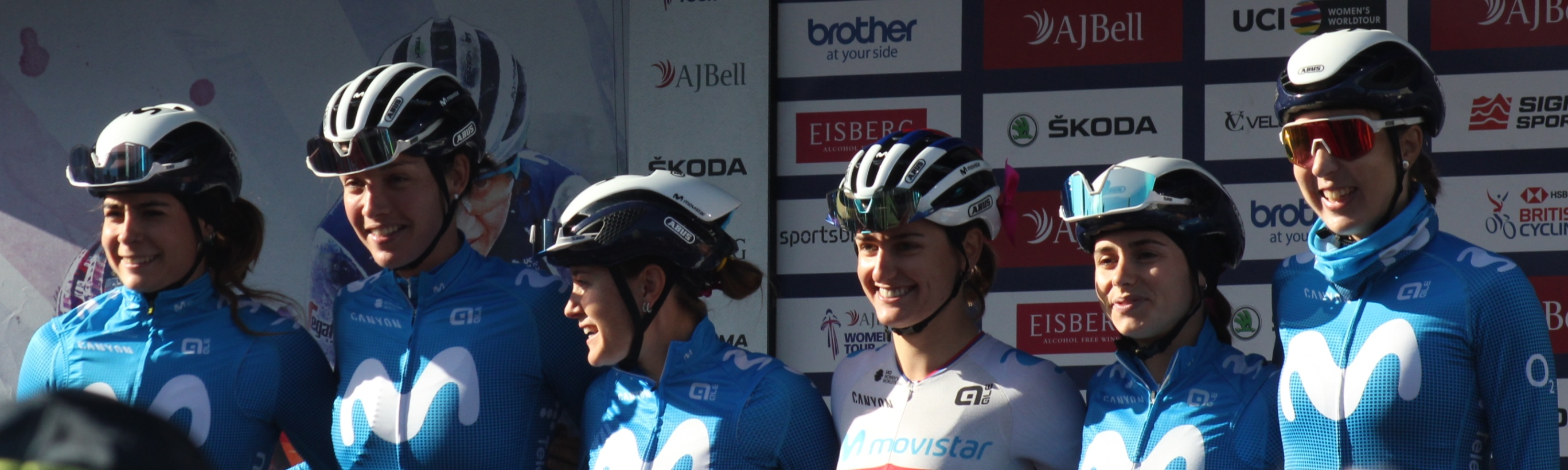
Équipe au Women's Tour

À Paris-Roubaix, Annemiek van Vleuten chute et se fracture le bassin. Emma Norsgaard Jørgensen se maintient avec les meilleures et se classe sixième.
Au Women's Tour, Sheyla Gutiérrez est quatrième du sprint de la première étape. Le lendemain, au cinquième tour, un groupe de huit coureuses dont Gutiérrez se forme. Il prend vingt-cinq secondes d'avance, mais est repris avant la montée de  Barr Beacon. Dans la dernière montée de Barr Beacon, dix coureuses partent avec de nouveau Gutiérrez. Elle prend la troisième place du sprint. Sur le contre-la-montre, Aude Biannic est cinquième. Sheyla Gutiérrez est quatrième des quatrième étape et sixième étape. Aude Biannic conclut l'épreuve à la cinquième place.
Movistar ne participe pas au Tour de Drenthe par manque de coureuses disponibles.

## Victoires

### Sur route
| Victoires | Victoires                                            | Victoires  | Victoires            | Victoires            | Victoires |
| Date      | Course                                               | Pays       | Classe               | Vainqueur            |           |
| --------- | ---------------------------------------------------- | ---------- | -------------------- | -------------------- | --------- |
| 31 mars   | À travers les Flandres                               | Belgique   | 1.1                  | Annemiek van Vleuten |           |
| 4 avr.    | Tour des Flandres                                    | Belgique   | 1.WWT                | Annemiek van Vleuten |           |
| 1 mai     | 1re étape, Festival Elsy Jacobs                      | Luxembourg | 2.Pro                | Emma Norsgaard       |           |
| 2 mai     | 2e étape, Festival Elsy Jacobs                       | Luxembourg | 2.Pro                | Emma Norsgaard       |           |
| 2 mai     | Classement général, Festival Elsy Jacobs             | Luxembourg | 2.Pro                | Emma Norsgaard       |           |
| 6 mai     | 1re étape de la Semaine cycliste valencienne         | Espagne    | 2.1                  | Annemiek van Vleuten |           |
| 9 mai     | Classement général, Semaine cycliste valencienne     | Espagne    | 2.1                  | Annemiek van Vleuten |           |
| 13 mai    | Emakumeen Nafarroako Klasikoa                        | Espagne    | 1.1                  | Annemiek van Vleuten |           |
| 25 mai    | 1re étape du Tour de Thuringe                        | Allemagne  | 2.Pro                | Emma Norsgaard       |           |
| 17 juin   | Championnat du Danemark du contre-la-montre          | Danemark   | CN                   | Emma Norsgaard       |           |
| 17 juin   | Championnat de Norvège du contre-la-montre           | Norvège    | CN                   | Katrine Aalerud      |           |
| 20 juin   | Championnat de Serbie sur route                      | Serbie     | CN                   | Jelena Erić          |           |
| 7 juill.  | 6e étape du Tour d'Italie                            | Italie     | 2.Pro                | Emma Norsgaard       |           |
| 28 juill. | Jeux olympiques, contre-la-montre                    | Japon      | Annemiek van Vleuten |                      |           |
| 31 juill. | Classique de Saint-Sébastien                         | Espagne    | 1.WWT                | Annemiek van Vleuten |           |
| 14 août   | 3e étape du Tour de Norvège                          | Norvège    | 2.WWT                | Annemiek van Vleuten |           |
| 15 août   | Classement général, Tour de Norvège                  | Norvège    | 2.WWT                | Annemiek van Vleuten |           |
| 3 sept.   | 2e étape, Ceratizit Challenge by La Vuelta           | Espagne    | 2.WWT                | Annemiek van Vleuten |           |
| 4 sept.   | 3e étape, Ceratizit Challenge by La Vuelta           | Espagne    | 2.WWT                | Annemiek van Vleuten |           |
| 5 sept.   | Classement général, Ceratizit Challenge by La Vuelta | Espagne    | 2.WWT                | Annemiek van Vleuten |           |
| 9 sept.   | 2e étape du Tour de l'Ardèche                        | France     | 2.1                  | Leah Thomas          |           |
| 14 sept.  | Classement général, Tour de l'Ardèche                | France     | 2.1                  | Leah Thomas          |           |

### Résultats sur les courses majeures

#### World Tour
| Date          | #  | Course                                   | Pays        | Meilleure classée        | Classement |
| ------------- | -- | ---------------------------------------- | ----------- | ------------------------ | ---------- |
| 6 mars        | 1  | Strade Bianche                           | Italie      | Annemiek van Vleuten     | 4e         |
| 21 mars       | 2  | Trofeo Alfredo Binda-Comune di Cittiglio | Italie      | Jelena Erić              | 11e        |
| 25 mars       | 3  | Trois Jours de La Panne                  | Belgique    | Emma Norsgaard Jørgensen | 2e         |
| 28 mars       | 4  | Gand-Wevelgem                            | Belgique    | Emma Norsgaard Jørgensen | 9e         |
| 4 avril       | 5  | Tour des Flandres                        | Belgique    | Annemiek van Vleuten     | Vainqueur  |
| 18 avril      | 6  | Amstel Gold Race                         | Pays-Bas    | Annemiek van Vleuten     | 3e         |
| 21 avril      | 7  | Flèche wallonne                          | Belgique    | Annemiek van Vleuten     | 4e         |
| 25 avril      | 8  | Liège-Bastogne-Liège                     | Belgique    | Annemiek van Vleuten     | 2e         |
| 20-23 mai     | 9  | Tour de Burgos                           | Espagne     | Annemiek van Vleuten     | 2e         |
| 26 juin       | 10 | La course by Le Tour de France           | France      | Leah Thomas              | 11e        |
| 31 juillet    | 11 | Classique de Saint-Sébastien             | Espagne     | Annemiek van Vleuten     | Vainqueur  |
| 12-15 août    | 12 | Tour de Norvège                          | Norvège     | Annemiek van Vleuten     | Vainqueur  |
| 24-29 août    | 13 | Simac Ladies Tour                        | Pays-Bas    | Alicia González          | 35e        |
| 30 août       | 14 | Grand Prix de Plouay                     | France      | -                        | -          |
| 2-5 septembre | 15 | Ceratizit Challenge by La Vuelta         | Espagne     | Annemiek van Vleuten     | Vainqueur  |
| 2 octobre     | 16 | Paris-Roubaix                            | France      | Emma Norsgaard Jørgensen | 6e         |
| 4-9 octobre   | 17 | The Women's Tour                         | Royaume-Uni | Aude Biannic             | 5e         |
| 23 octobre    | 18 | Tour de Drenthe                          | Pays-Bas    | -                        | -          |

Annemiek van Vleuten remporte le classement individuel. Movistar est troisième du classement par équipes.

#### Grand tour
| Grand tour            | Tour d'Italie     |
| --------------------- | ----------------- |
| Coureuse (classement) | Leah Thomas (16e) |
| Accessits             | 1 étape           |

## Classement mondial
| Classement UCI | Classement UCI       | Classement UCI | Classement UCI |
| Coureuse       | Coureuse             | Pays           | Points         |
| -------------- | -------------------- | -------------- | -------------- |
| 1re            | Annemiek van Vleuten | Pays-Bas       | 5053 pts       |
| 11e            | Emma Norsgaard       | Danemark       | 1800 pts       |
| 40e            | Leah Thomas          | États-Unis     | 708 pts        |
| 51e            | Katrine Aalerud      | Norvège        | 542 pts        |
| 89e            | Aude Biannic         | France         | 272 pts        |
| 93e            | Jelena Erić          | Serbie         | 247 pts        |
| 99e            | Barbara Guarischi    | Italie         | 229 pts        |
| 105e           | Sheyla Gutiérrez     | Espagne        | 216 pts        |
| 117e           | Sara Martín          | Espagne        | 188 pts        |
| 164e           | Lourdes Oyarbide     | Espagne        | 137 pts        |
| 180e           | Paula Patiño         | Colombie       | 115 pts        |
| 555e           | Alicia González      | Espagne        | 27 pts         |
| 854e           | Alba Teruel          | Espagne        | 7 pts          |

Movistar est troisième du classement par équipes.